# China Shenhua Energy Company
China Shenhua Energy Company (HKEX: 1088, SSE: 601088) (forenklet kinesisk: 中国神华能源公司; traditionelt kinesisk: 中國神華能源公司; i kort form China Shenhua eller Shenhua) er et kinesisk kulmineselskab som er Kinas- og verdens største kulmineselskab. Det er et datterselskab til det statsejede Shenhua Group. Virksomheden er engageret i produktion og salg af kul, samt kulkraft. China Shenhua driver kulminer, jernbaner og en havn primært benyttet til kultransport. Der drives også kulkraftværker i Kina, hvorfra strømmen sælges til provinsielle- og regionale elselskaber. Virksomheden havde i 2011 omkring 75.000 ansatte. Shenhua er børsnoteret på Shanghai Stock Exchange og Hong Kong Stock Exchange.